# Pontiaan van Hattem
Pontiaan van Hattem (nacido el 16 de enero de 1641 en [Bergen op Zoom]; fallecido en septiembre de 1706 en el mismo lugar) fue un teólogo y filósofo religioso neerlandés de la "edad de oro". Inicialmente activo como pastor calvinista, se distanció ideológicamente a partir de 1680, influenciado por las tesis del filósofo Baruch de Spinoza, y finalmente fue sacado de su cargo. Como resultado, ganó numerosos seguidores, que fueron llamados Hattemistas. Después de su muerte, enfrentaron una creciente persecución y represión, por lo que a mediados del siglo XVIII el movimiento de van Hattem desapareció.

## Vida

### Origen, educación y trabajo profesional
Era hijo de Diederik van Hattem y Johanna Muyshondt. A la edad de 20 años se matriculó para estudiar teología en la Universidad de Leiden. Más tarde también asistió a conferencias en la Hugonote Academia de Saumur en Francia y en la Universidad de Oxford en Inglaterra.
El 31 de julio de 1672 fue elegido nuevo párroco de la parroquia de Sint Philipsland en la provincia de Zelanda. Asumió el cargo el 11 de octubre del mismo año. La iglesia local solo se había construido cuatro años antes. Van Hattem fue considerado un servidor pacífico y humilde de la iglesia. Era un predicador apasionado, incluso en el Día de la Ascensión, que antes era inusual, y era muy activo, lo que le valió una gran popularidad en la congregación. En 1676 fundó una iglesia filial en Brouwershaven en la vecina isla de Schouwen-Duiveland.

### Despido y vida como predicador libre.
Después de que los rumores correspondientes habían estado circulando durante mucho tiempo, el 2 de julio de 1680, la Classis - una especie de administración de la iglesia calvinista regional - acusó públicamente a van Hattem de alejarse de la enseñanza general. Este supuso inicialmente un malentendido y sospechó que sus acusadores tenían información falsa. Por lo tanto, solicitó una visita de control de una delegación representativa de la iglesia, que luego también se llevó a cabo los días 9 y 10 de julio. A pedido de los visitantes, Van Hattem dictó 14 conferencias sobre el Catecismo de Heidelberg y el Kort Begrip, que es una forma simplificada y abreviada del mismo, con el fin de ejemplificar su concepción de la fe. Sin embargo, la presentación se le fue en contra y la Classis lo suspendió el día 2 de octubre de 1680 desde su cargo de pastor.
La autoridad local, que tuvo una influencia significativa en la selección de pastores, intercedió a favor de van Hattem ante las autoridades seculares (Gecommitteerde Raden) de Zelanda. Al ver que se había hecho poco daño religioso, levantaron la suspensión y devolvieron el caso al Classis. Luego buscó el consejo profesional de las facultades de teología de la Universidad de Leiden y la Universidad de Utrecht. Los profesores de Utrecht, en particular, calificaron las opiniones de van Hattem como heterodoxas. Como resultado, el comité de nominación, que incluía tanto a representantes religiosos como seculares, lo suspendió el 27 de febrero de 1681 de nuevo.
Una vez más, las autoridades seculares anularon la decisión y la restablecieron en mayo de 1683 que van Hattem fue finalmente suspendido y desterrado de Zelanda por el Coetus provincial en Middelburg, que incluía a dos miembros de Classis y dos funcionarios. Reaccionó a la decisión con pasividad y reserva, que también era una característica de su enseñanza, y regresó en el exilio a su cercana ciudad natal de Bergen op Zoom, donde disfrutó de la protección del ayuntamiento.
Ocupó numerosos congresos durante los siguientes 23 años. En Zelanda su trabajo fue prohibido en 1692 y tanto la impresión como la distribución de sus escritos fueron prohibidas. Un poco más tarde, los Estados Generales confirmaron esta decisión, que, sin embargo, apenas tuvo más consecuencias negativas para van Hattem. Realizó extensos viajes de predicación a La Haya y Ámsterdam y fue capaz de ganar un seguimiento notable a través de esta y diversa correspondencia, que se conoció como Hattemists. Pontiaan van Hattem murió en septiembre de 1706 a la edad de 65 años y fue enterrado el 1 de septiembre. 

### Enseñanza religiosa
Debido a su carácter místico, las enseñanzas de Spinoza atrajeron en particular a los librepensadores protestantes: los contemporáneos de van Hattem que también desarrollaron conceptos ideológicos basados en Spinoza incluyeron al filósofo de Ámsterdam Willem Deurhoff (1650-1717) y al pastor Frederik van Leenhof († 1712) Zwolle.
Pontiaan van Hattem estuvo particularmente influenciado por las ideas de Spinoza sobre la razón autónoma y también incorporó elementos místicos y pietistas en sus sermones. La razón principal de su despido fue que él cree que las consideraciones comunes panteístas de los guardianes de la iglesia y la doctrina oficial con respecto a la disculpa y la expiación diferían. Según la teología antinomiana de van Hattem, los cristianos no viven bajo la ley de Dios sino bajo su gracia. En consecuencia, objetó la noción de que la salvación podría lograrse mediante la sumisión a la justicia divina. Además, el hombre no tiene libre albedrío, por lo que no puede dañarse a sí mismo, y además no puede actuar en contra de la voluntad de Dios, por lo que no es un ser pecador. Derivando de estas tesis, van Hattem no creía en el pecado original. Se opuso con vehemencia a los sermones legalistas e insistió en que los cristianos deberían tomar más en serio la idea de la liberación. Además, habló en contra del sectarismo ya favor de la total tolerancia de todos los creyentes y sostuvo que la oración no traería ningún beneficio a los creyentes de parte de Dios. Para los calvinistas, sus ideas equivalían al libertinaje o incluso al ateísmo.
En años posteriores, van Hattem tuvo una relación más ambivalente con las enseñanzas de su modelo a seguir. Entre otras cosas, desarrolló una crítica epistemológica de la afirmación de Spinoza de que el hombre puede ser consciente de sí mismo, de Dios y de la naturaleza al mismo tiempo. Esta crítica puede verse como una radicalización de la crítica de Spinoza a la tesis de Descartes de que, en correlación con la sustancia incondicional, hay sustancias relativas que, a través de su capacidad de pensar, poseen una certeza temporal de su propio ser. El refinamiento epistemológico de Van Hattem de la forma en que Spinoza criticó la ontología de Descartes puede interpretarse en el sentido de que requiere que quienquiera que se esfuerce por obtener conocimiento de la sustancia infinita de Dios abandone su creencia en la certeza de los juicios del yo finito debe y debe negar que las impresiones finitas de uno están en de cualquier manera lo esencial. Según van Hattem, el yo debe ser negado para poder captar lo absoluto.
De esta manera, van Hattem intentó resolver un problema muy criticado en la Ethica, ordine geometrico demonstrata de Spinoza: la validez de la afirmación de que es posible mostrar cómo la mente finita puede experimentar la mente infinita (sagrada).
La doctrina Hatemista se puede resumir en: "Todo es necesario. El pecado no está en las escrituras del hombre, sino en su condición. Es por eso que se vuelve ni es bueno por el primero o mal, pero no se ha cambiado. Así que los pecados también le dan a Dios ninguna causa tan mala. Cristo tiene, nuestra muerte de la muerte, no nos hagamos de manera diferente, entonces ya estábamos: pero hacernos saber cómo estábamos de antemano. Su muerte nos anuncia que estamos regulados de Dios, y como resultado de estar afecto a este regimen, nadie puede actuar contra la voluntad de Dios. Por lo tanto, el hombre es como si perteneciera a ser, e incluso se puede decir que han tenido algunos pecados. Por lo tanto, la persona elegida ya no es un pecado y no necesita estar preocupado porque está regulado por Dios. La voluntad de Dios no se cumple por actuar, sino que se debe al sufrimiento, y la fe no es nada más, luego tomando eso, que Cristo nos ha revelado por su muerte ..." 

## Secuelas
Después de la muerte de Van Hattem, sus enseñanzas fueron difundidas por unos pocos seguidores leales, en particular su ex ama de llaves Dina Jans, que fue desterrada de Zierikzee por su fe, Jacob Bril, Marinus Booms (zapatero de Middelburg) y el pastor en Schore Gosuinus van Buitendijk. Quienes simpatizaban con sus ideas se enfrentaban a frecuentes persecuciones y hostigamientos. El defensor más conocido de esta tendencia religiosa es el navegante y explorador Jakob Roggeveen, quien publicó la obra de van Hattem De val van's werelds afgod ("La caída de los ídolos del mundo") en cuatro partes entre 1718, 1719 y 1723. La segunda y tercera parte fue confiscada y quemada directamente por la administración de la ciudad de Middelburg. Ya el 17 de marzo de 1714, varios escritos de van Hattem fueron quemados en la misma ciudad. Después de que Roggeveen publicara los primeros escritos, el consejo de la iglesia incluso pidió a los Estados Generales medidas más fuertes, especialmente contra el alcalde de Arnemuiden, donde se concedió protección a Roggeveen. En Middelburg, los pastores Carolus Tuynman, Jacobus Leydekker y Petrus Immens en particular agitaron contra las enseñanzas de van Hattem. Con el tiempo, el movimiento perdió importancia y finalmente se dispersó por completo en la década de 1740. 